# バライ

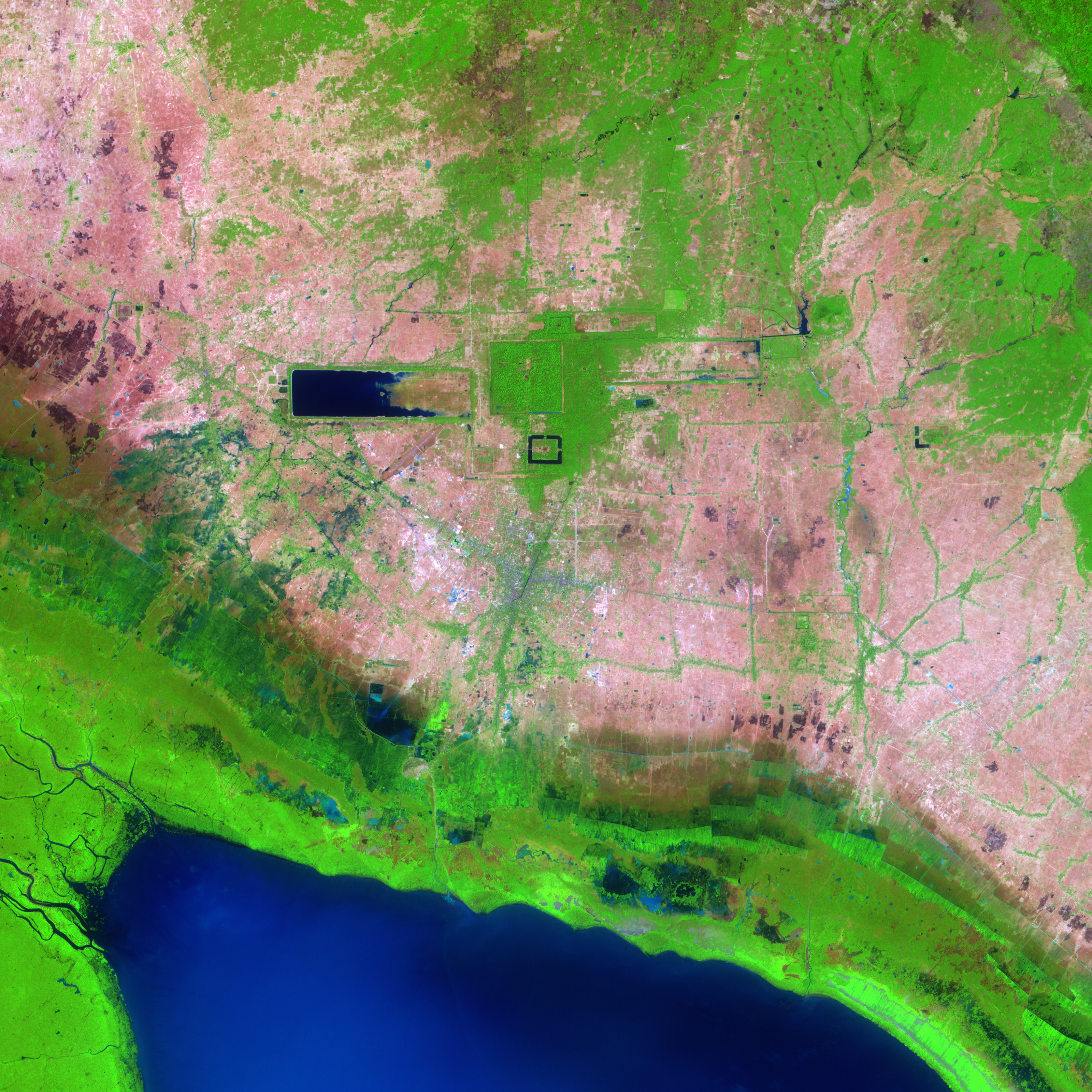
左: 西バライ、右: 東バライ
下: トンレサップ湖

バライ (baray) は、東南アジアのクメール王朝における建築様式の共通要素となる人工水域である。最大のものはアンコール地域にある東バライおよび西バライであり、形はどちらも長方形で東西に延び、およそ東西8キロメートル、南北2キロメートルにおよぶ。
歴史学者においては、バライの目的および機能に関して意見が分かれている。一つに、それらは主として宗教的な目的として、ヒンドゥー教の世界の源である須弥山（メル山）を取り囲む海を象徴するものであったとする説がある。一方で、それらは田畑の灌漑用水を保持したとも理論付けられている。バライの役割は、これらの見解あるいは他と組み合わさったものであったとも考えられる。